# Szentháromság-katedrális (Gyulafehérvár)
A gyulafehérvári ortodox katedrális műemlék Romániában, Fehér megyében. A romániai műemlékek jegyzékében az AB-II-a-A-00128 sorszámon szerepel. Gyulafehérvár történelmi központjának részeként javasolt világörökségi helyszín.